# Шитов, Иван Иванович
Иван Иванович Шитов (1916—1945) — советский красный командир, чекист, командир Тернопольского партизанского соединения имени Н. С. Хрущёва в годы Великой Отечественной войны. Участник партизанского движения на временно оккупированной территории Украины. Кавалер ордена Ленина, ордена Красного Знамени и ордена Богдана Хмельницкого I степени.

## Биография
Иван Иванович Шитов родился в 1916 году в городе Вязники Владимирской губернии. В 1939 году был призван в Красную Армию. С началом Великой Отечественной войны служил в действующей армии, но в октябре 1941 года оказался в окружении под Орлом и присоединился к партизанам под командованием А. Н. Сабурова.

## Партизанская деятельность
В 1942 году Шитов возглавил диверсионную группу, а затем роту в партизанском соединении Сабурова. В октябре 1942 года он стал командиром партизанского отряда имени Н. С. Хрущёва, который в феврале 1943 года был реорганизован в Тернопольское партизанское соединение. Под его руководством соединение действовало на территории Житомирской, Каменец-Подольской и Ровенской областей, проводя диверсионные и боевые операции против немецких оккупантов и украинских националистов.

### Боевые операции
Наиболее крупные боевые операции:

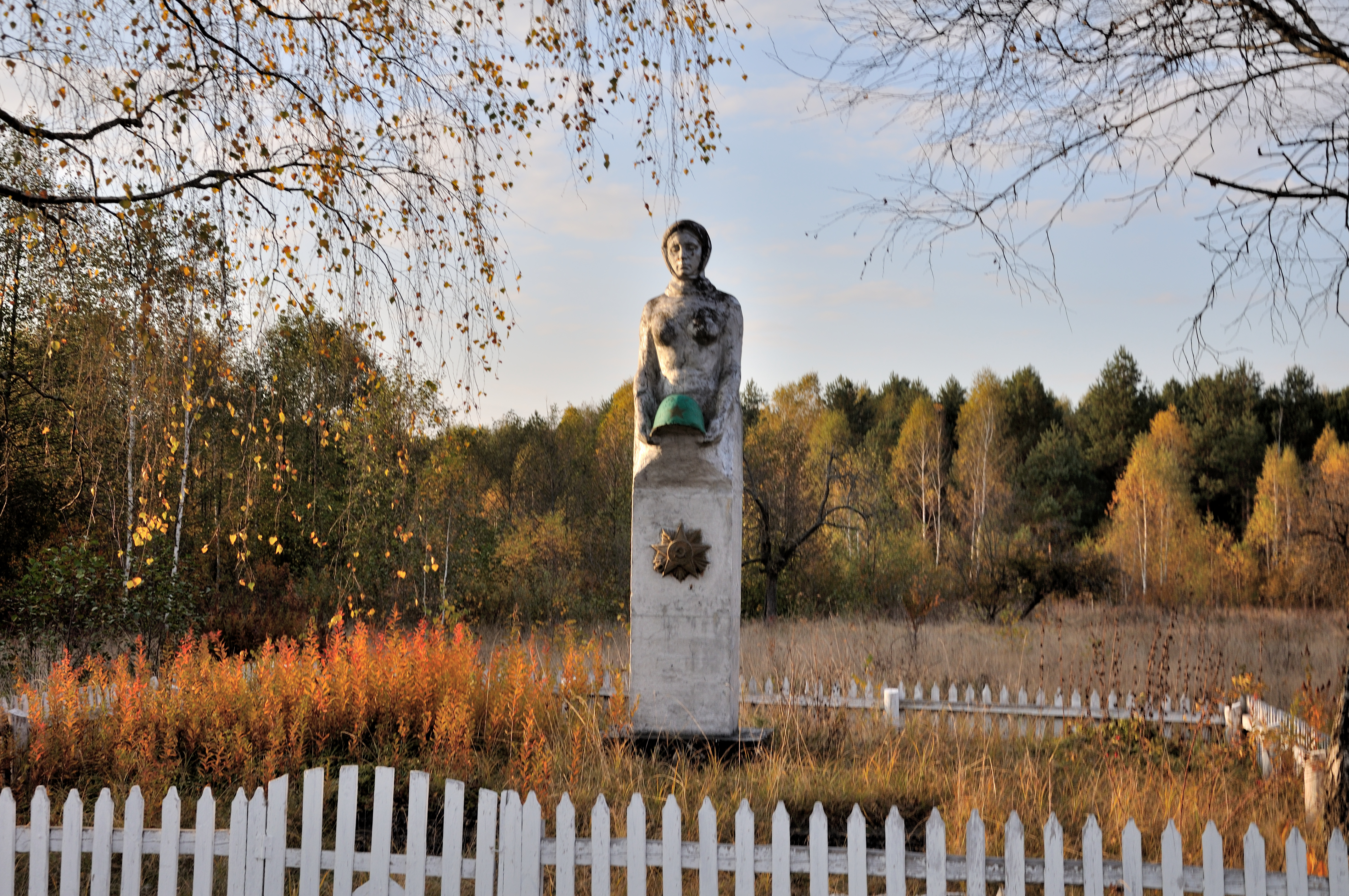
Братская могила советских воинов и партизан в Мочулянке

- Братская могила советских воинов и партизан в МочулянкеМай 1943 года: Шитов руководил операцией по уничтожению железнодорожной станции Рокитное, в ходе которой были взорваны электростанция и стеклозавод, а также уничтожен железнодорожный мост.
- 23—24 июля 1943 года: Под его командованием отряды соединения разгромили фашистский гарнизон в райцентре Городище, захватив продовольственные склады.
- 3—4 октября 1943 года: Соединение овладело железнодорожной станцией Словечное, уничтожив станционное хозяйство и эшелон с боевой техникой.
- 7 ноября 1943 года: Партизаны заняли райцентр Мархлевск и удерживали его 54 дня до подхода советских войск[1].
- 16 ноября 1943 года: В бою у села Мочулянка соединение Шитова нанесло поражение отряду украинских националистов, уничтожив 56 человек и ранив более 40[2].

## Награды
- Орден Красного Знамени (24 декабря 1942 года, приказ № 605/345)[3].
- Орден Богдана Хмельницкого I степени (4 января 1944 года, приказ № 216/11)[4].
- Орден Ленина (2 мая 1945 года, приказ № 221/248)[5].

И другие награды.

## После войны
В августе 1944 года Шитов был назначен заместителем начальника Управления НКВД УССР по Дрогобычской области. Погиб в 1945 году.

## Память
Имя Ивана Ивановича Шитова увековечено в книгах и архивных документах, посвящённых партизанскому движению в годы Великой Отечественной войны.